# Grote goudrugspecht
De grote goudrugspecht (Chrysocolaptes guttacristatus synoniem:Chrysocolaptes lucidus) is een soort uit de familie van de spechten die voorkomt op de op in Zuid- en Zuidoost-Azië.

## Kenmerken
De grote goudrugspecht is een grote soort die zo'n 33 centimeter groot wordt. De soort heeft een goudgele rug en vleugels. De stuit is rood en de staart zwart. De onderkant is wit met donkere markeringen. De kop is witachtig met een zwarte nek en hals. Het gedeelte rond de ogen is ook zwart. Dit zwarte deel loopt door naar het zwarte deel van de nek. In tegenstelling tot de kleine goudrugspecht (Dinopium benghalense) heeft de soort een donkere baardstreep.
Een volwassen mannetjes grote goudrugspecht heeft een rode kruin, terwijl het vrouwtje een zwarte kruin met wat witte stippen erin heeft. Jonge exemplaren lijken op het vrouwtje, maar zijn nog wat minder op kleur.
Net als andere spechten heeft deze soort een rechte puntige snavel, een stijve staart voor steun tegen de boomstam en poten met twee voorwaarts gerichte tenen en twee achterwaarts gerichte tenen.

## Verspreiding en leefgebied
Er zijn vier ondersoorten van de grote goudrugspecht:
- C. g. guttacristatus (midden en oostelijk Himalayagebied en Zuidoost-India tot in Zuid-China, Thailand en Indochina)
- C. g. sultaneus (noordwestelijk deel van het Himalayagebied)
- C. g. indomalayicus (Schiereiland Malakka, Sumatra en West- en Midden-Java)
- C. g. andrewsi (Noordoost-Borneo)

## Status
Deze soort heeft een groot verspreidingsgebied en daardoor is de kans op de status kwetsbaar (voor uitsterven) gering. De grootte van de populatie is niet gekwantificeerd. De vogel is nog algemeen in geschikt habitat, maar gaat in aantal achteruit. Echter, het tempo ligt onder de 30% in tien jaar (minder dan 3,5% per jaar).Om deze redenen staat de soort als niet bedreigd op de Rode Lijst van de IUCN.